# Michail Wiktorowitsch Kokljajew
Michail Wiktorowitsch Kokljajew (russisch Михаил Викторович Кокляев; * 17. Dezember 1978 in Tscheljabinsk, Sowjetunion) ist ein russischer Strongman und Gewichtheber.

## Sportlicher Werdegang
Kokljajew begann seine Karriere im Kraftsport als Gewichtheber. Seinen ersten internationalen Einsatz hatte er 1997 bei der Junioren-WM in Kapstadt, wo er im Superschwergewicht über 108 kg eine Zweikampfleistung von 340,0 kg (160,0 / 180,0 kg) erzielte und den 5. Platz belegte. Ein Jahr später wurde er erneut bei der Junioren-Weltmeisterschaft in Sofia eingesetzt und konnte dort in der neuen Klasse über 105 kg mit einem Zweikampfergebnis von 382,5 kg (175,0 / 207,5 kg) den 4. Platz erreichen.
Nachdem Kokljajew nun im Aktivenbereich starten musste, wurde er aufgrund des starken russischen Kaders im Superschwergewicht, allen voran Tschemerkin, Mechtcheriakow und Flerko, erst wieder zur Europameisterschaft 2002 in Antalya eingesetzt, wo er dreimal an seiner Anfangslast von 190,0 kg im Reißen scheiterte und danach nicht mehr zum Stoßen antrat. Seinen letzten internationalen Auftritt hatte Kokljajew bei der EM 2004 in Kiew. Hier konnte er auch nur seine beiden Anfangsversuche einbringen, erzielte somit 420,0 kg (190,0 / 230,0 kg) im Zweikampf und belegte den 5. Platz. Sieger wurde Tscholakow mit 445,0 kg.
Nach dieser Europameisterschaft wurde Kokljajew nicht mehr für internationale Meisterschaft nominiert, obwohl er regelmäßig bei den russischen Meisterschaften sehr gute Ergebnisse erzielte. So wurde er beispielsweise 2007 Erster im Superschwergewicht mit einer Leistung von 450,0 kg (210,0 / 240,0 kg). Allerdings wurde er für die Olympischen Spiele 2008 in Peking nicht in Betracht gezogen, womöglich wegen seiner hohen Ausfallquote in vorherigen internationalen Wettkämpfen.
Ab 2005 nahm Kokljajew an Strongmanveranstaltungen teil und verdiente sich seitdem damit hauptberuflich seinen Lebensunterhalt. Im September 2010 kündigte er jedoch an zum Olympischen Gewichtheben zurückkehren zu wollen. So startete Kokljajew im November desselben Jahres in Belarus und erzielte 430,0 kg (200,0/230,0 kg) im Superschwergewicht über 105 kg. Bei seinem zweiten Stoßversuch mit 240,0 kg riss er sich die Hand auf und beendete den Wettkampf. Die Teilnahme an diesem Turnier bekräftigte die Spekulationen um Kokljajews eventuellen Wechsel nach Belarus. Alexander Gontscharow, der Nationaltrainer von Belarus, dementierte dies jedoch inzwischen.

## Persönliche Bestleistungen
- Reißen: 210,0 kg in der Klasse über 105 kg bei den Russischen Meisterschaften 2003
- Stoßen: 250,0 kg in der Klasse über 105 kg bei den Russischen Meisterschaften 2005
- Zweikampf: 450,0 kg (210,0 / 240,0 kg) in der Klasse über 105 kg bei den Russischen Meisterschaften 2003[6]